# Адамян Петрос
Пе́трос Адамя́н (вірм. Պետրոս Հերոնիմոսի Ադամյան; *21 грудня 1849, Константинопіль — †4 червня 1891, Константинопіль) — вірменський актор.

## Творча діяльність
Сценічну діяльність почав у 1866 році. З 1879 грав у вірменських трупах в Росії. Гастролював у Москві, Петербурзі, Одесі, Харкові, Києві та інших містах.

## Ролі
У репертуарі Петроса Адамяна було понад 200 ролей. Серед них: Арбецін («Маскарад» Лермонтова), Гамлет, Отелло (однойменні п'єси Шекспіра), Масисян («Хатабала» Сундукяна) та інші.